# Trincomalee
Trincomalee (kiejtve: Trinkomalí, szingaléz: ත්‍රිකුණාමළය (Trikunámalaja), tamil:  திருகோணமலை (Tirukónamalai))
Kikötőváros, kikötője az egyik legnagyobb természetes mélytengeri kikötő a világon.
Hosszú időn át Trincomalee volt az ún. Tamil Ílam nevű el nem ismert állam fővárosa és az azt irányító szeparatista tamil tigrisek központja. Az államot a srí lankai hadsereg 2009-ben számolta fel.
A várost és kikötőjét a 2004-es indiai-óceáni cunami súlyosan érintette.

## Látnivalók
- A hindu templomok, főleg a Koneswaram.
- A várostól néhány km-re nyugatra a Hot Wells (hőforrások).
- Kb. 12 km-re északra Nilaveli és a Pigeon Island, a kis üdülőhelysziget, a sziget egyik legcsodálatosabb strandjával.

## Fordítás
- Ez a szócikk részben vagy egészben  a   Trincomalee című angol Wikipédia-szócikk fordításán alapul.  Az eredeti cikk szerkesztőit annak laptörténete sorolja fel. Ez a jelzés csupán a megfogalmazás eredetét és a szerzői jogokat jelzi, nem szolgál a cikkben szereplő információk forrásmegjelöléseként.